# 그물자리 알파
그물자리 알파(α Ret)는 남반구 하늘의 그물자리 방향에 있는 밝은 항성이다. 이 별의 겉보기 등급은 +3.3으로 맨눈으로 볼 수 있으며 단독성으로 보이고 지구로부터 약 162 광년 떨어져 있다. 맨눈으로 보기에 충분히 밝지만 별의 위도상 남반구에서 관측하기가 용이하며 남회귀선 이남으로 내려가야 확실하게 볼 수 있다.
이 별의 질량은 태양의 3 배 이상이며 나이는 대략 3억 3천만 년이다. 알파의 스펙트럼은 분광형 G8 II-III와 부합되며 광도분류 'II-III'은 알파가 거성과 밝은 거성의 성질을 함께 띠고 있음을 보여준다. 이 항성 진화 단계에서 알파의 대기는 태양 반지름의 거의 13 배 가까이 부풀어올라 있으며 외곽층의 유효온도는 약 5,196 켈빈이다. 알파에서 엑스선이 방출되는 현상이 관측되었으며 측정된 광도는 3 × 1029 erg s−1였다.
그물자리 알파로부터 방위각 355°, 각거리 48 초각 위치에 12 등급 밝기의 안시 동반성이 있다. 두 별은 고유운동을 공유하고 있기 때문에 알파별은 단독성이 아니라 공전 주기가 최소 6만 년에 이르는 쌍성계의 주성(主星)일 가능성도 있다.

## 이름
중화권에서 그물자리 알파는 황새치자리 세타와 함께 협백(夾白)을 구성하며 둘 중 알파별만을 일컫는 이름은 협백2(夾白二)이다.